# 克鲁塞斯新镇
克鲁塞斯新镇，是西班牙安达卢西亚自治区韦尔瓦省的一个市镇。总面积34平方公里，总人口402人（2001年），人口密度12人/平方公里。